# O Pasquim
O Pasquim foi um semanário alternativo brasileiro, de característica paradoxal, editado entre 26 de junho de 1969 e 11 de novembro de 1991, reconhecido pelo diálogo entre o cenário da contracultura da década de 1960 e por seu papel de oposição ao regime militar.
De uma tiragem inicial de 20 mil exemplares, que a princípio parecia exagerada, o semanário (que sempre se definia como um hebdomadário) atingiu a marca de mais de 200 mil em seu auge, em meados dos anos 1970, se tornando um dos maiores fenômenos do mercado editorial brasileiro.
A princípio uma publicação comportamental (falava sobre sexo, drogas, feminismo e divórcio, entre outros) O Pasquim foi se tornando mais politizado à medida que aumentava a repressão da ditadura, principalmente após a promulgação do repressivo ato AI-5. O Pasquim passou então a ser porta-voz da indignação social brasileira.

## História
O projeto nasceu no fim de 1968 após uma reunião entre o cartunista Jaguar e os jornalistas Tarso de Castro e Sérgio Cabral; o trio buscava uma opção para substituir o tabloide humorístico A carapuça, editado pelo recém-falecido escritor Sérgio Porto. O nome, que significa "jornal difamador, folheto injurioso", foi sugestão de Jaguar. "Terão de inventar outros nomes para nos xingar", disse ele, já prevendo as críticas de que seriam alvo.
Com o tempo figuras de destaque na imprensa brasileira, como Ziraldo, Millôr, Manoel "Ciribelli" Braga, Miguel Paiva, Prósperi, Claudius e Fortuna, se juntaram ao time. A primeira edição finalmente saiu em 22 de junho de 1969, com uma tiragem de 28 mil exemplares, em seis meses chegou a 250 mil.
Além de um grupo fixo de jornalistas, que incluía Luiz Carlos Maciel, a publicação contava com a colaboração de nomes como Henfil, Paulo Francis, Ivan Lessa, Carlos Leonam e Sérgio Augusto, e também dos colaboradores eventuais como Ruy Castro e Fausto Wolff. Como símbolo do jornal foi criado o ratinho Sig (de Sigmund Freud), desenhado por Jaguar, baseado na anedota da época que dizia que "se Deus havia criado o sexo, Freud criou a sacanagem".
Em 1969, em função de uma entrevista polêmica feita pelo cartunista Jaguar e os jornalistas Tarso de Castro e Sérgio Cabral com a atriz Leila Diniz, foi instaurada a censura prévia aos meios de comunicação no país, a Lei de Imprensa, que ficou popularmente conhecida pelo nome da atriz. Em novembro de 1970, a maior parte da redação de O Pasquim foi presa depois que o jornal publicou uma sátira do célebre quadro de Dom Pedro às margens do Ipiranga (de autoria de Pedro Américo). Os militares esperavam que o semanário saísse de circulação e seus leitores perdessem o interesse, mas durante todo o período em que a equipe esteve encarcerada — até fevereiro de 1971 — O Pasquim foi mantido sob a editoria de Millôr Fernandes (que escapara à prisão), com colaborações de Chico Buarque, Antônio Callado, Rubem Fonseca, Odete Lara, Gláuber Rocha e diversos intelectuais cariocas. Vendia cerca de 100 mil exemplares por semana, quase todos em bancas, mais do que as revistas Veja e Manchete somadas.
As prisões continuariam nos anos seguintes, foi também alvo de dois atentados a bomba, uma em março de 1970, a outra em maio. Na década de 1980 bancas que vendiam jornais alternativos como O Pasquim passaram a ser alvo de atentados à bomba. Aproximadamente metade dos pontos de venda decidiu não mais repassar a publicação, temendo ameaças. Era o início do fim para o Pasquim.
O jornal ainda sobreviveria à abertura política de 1985, mesmo com o surgimento de inúmeros jornais de oposição e de novos conceitos de humor (Hubert, Reinaldo e Cláudio Paiva, egressos de O Pasquim, fundaram O Planeta Diário). Graças aos esforços de Jaguar, o único da equipe original a permanecer em O Pasquim, o semanário continuaria ativo até a década de 1990. No carnaval carioca de 1990 toda a equipe de O Pasquim foi homenageada pela escola de samba Acadêmicos de Santa Cruz com o enredo "Os Heróis da Resistência".
A última edição, de número 1 072, foi publicada em 11 de novembro de 1991.

## O Pasquimno século XXI

### Bundas(1999)
Um primeiro ensaio para a volta da publicação deu-se através de uma revista intitulada Bundas, lançada em 1999, que durou pouco tempo. O nome Bundas era uma paródia à revista Caras, e seu lema era "Quem mostra a bunda em Caras não mostra a cara em Bundas" e "Bundas, a revista que não tem vergonha de mostrar a cara".

### OPasquim21
Em 2002 Ziraldo e seu irmão Zélio Alves Pinto lançaram uma nova edição de O Pasquim, renomeado OPasquim21. Esta versão também teve vida curta, apesar de contar com alguns de seus antigos colaboradores, e deixou de ser publicada em meados de 2004. Passaram pela publicação nomes como Fausto Wolff, Miguel Arcanjo Prado, Emir Sader, Marcia Frazão.

## Resgate da memória

### Livros
- Millôr no Pasquim, 1977, Millôr Fernandes[13]
- Nos bastidores d'O Pasquim, 1999, João Baptista de Medeiros Vargens[14]
- O Pasquim: antologia, Vol. 1, 1969-1971 (números 1 ao 150); Vol. 2, 1972-1973 (números 150 ao 200);[15] Vol. 3, 1973-1974[16]

Em abril de 2006 a editora Desiderata lançou O Pasquim - Antologia - 1969-1971, uma compilação feita por Jaguar e Sérgio Augusto de matérias e entrevistas das 150 primeiras edições do semanário. O livro foi um sucesso, entrando para a lista de mais vendidos daquele ano e motivando os lançamentos de segundo volume em 2007 e terceiro em 2009.

### Documentários
- Tá Rindo de quê?, 2019, direção: Cláudio Manoel, Alê Braga e Álvaro Campos[19]
- O Pasquim: a subversão do humor, 2004, direção: Roberto Stefanelli[20][21]
- O Pasquim, a revolução pelo cartum e Humor com Gosto de Pasquim, 1999, em duas partes, direção: Louis Chilson[22][23]
- Henfil, 2018, direção: Angela Zoé[24]
- A Vida Extraordinária de Tarso de Castro, 2018, direção: Leo Garcia e Zeca Brito[25][26]

### Digitalização
Todas as 1 072 edições semanais foram digitalizadas pela Biblioteca Nacional (BN) e estarão disponíveis ao público em sua hemeroteca. A digitalização gerou 35 mil páginas. A BN tinha em seu acervo 602 edições, sendo o restante cedido por Ziraldo e pela Associação Brasileira de Imprensa. Será possível ler por edição e pesquisar por autor, acessando tudo o que ele publicou no jornal.